# Phare de Punta Palmar
Le phare de Punta Palmar a été mis en service en 1977. Le phare maritime est situé à Punta del Diablo,également appelé Punta Palmar, en Uruguay. 
Le phare est une tour cylindrique en fibre de verre, d'une hauteur de 12 mètres qui s'élève à 21 m au-dessus du niveau de la mer. Sa lumière a une portée de 8,8 miles (un flash toutes les six secondes). 

## Codes internationaux
- ARLHS[1] : URU-013
- NGA : 19020
- Admiralty[2] : G 0660

## Source
- (es) Cet article est partiellement ou en totalité issu de l’article de Wikipédia en espagnol intitulé « Faro de Punta Palmar » (voir la liste des auteurs).